# Jiujiang
Jiujiang (chinesisch 九江市, Pinyin Jiǔjiāng shì – „Neun-Flüsse-Stadt“) ist eine bezirksfreie Stadt in der Provinz Jiangxi der Volksrepublik China. Jiujiang hat eine Fläche von 19.013 km2 und 4.600.276 Einwohner (Stand: Zensus 2020). In dem eigentlichen städtischen Siedlungsgebiet von Ji’an leben 950.000 Menschen (Stand: Ende 2018). Über 90 % der Bewohner von Jiujiang sind Han-Chinesen.
Auf dem Gebiet der kreisfreien Stadt Lushan liegt der weltberühmte Lushan-Landschaftspark, der zu einem Zentrum des Tourismus geworden ist.
Die im Stadtgebiet gelegene Stätte der Lushan-Konferenz und Villen von Lushan (庐山会议旧址及庐山别墅建筑群, Lúshān huìyì jiùzhǐ jí Lúshān biéshù jiànzhù qún) und die Stätte der Standard Oil Company (美孚洋行旧址, Meifū yángháng jiùzhǐ) stehen auf der Liste der Denkmäler der Volksrepublik China.

## Administrative Gliederung

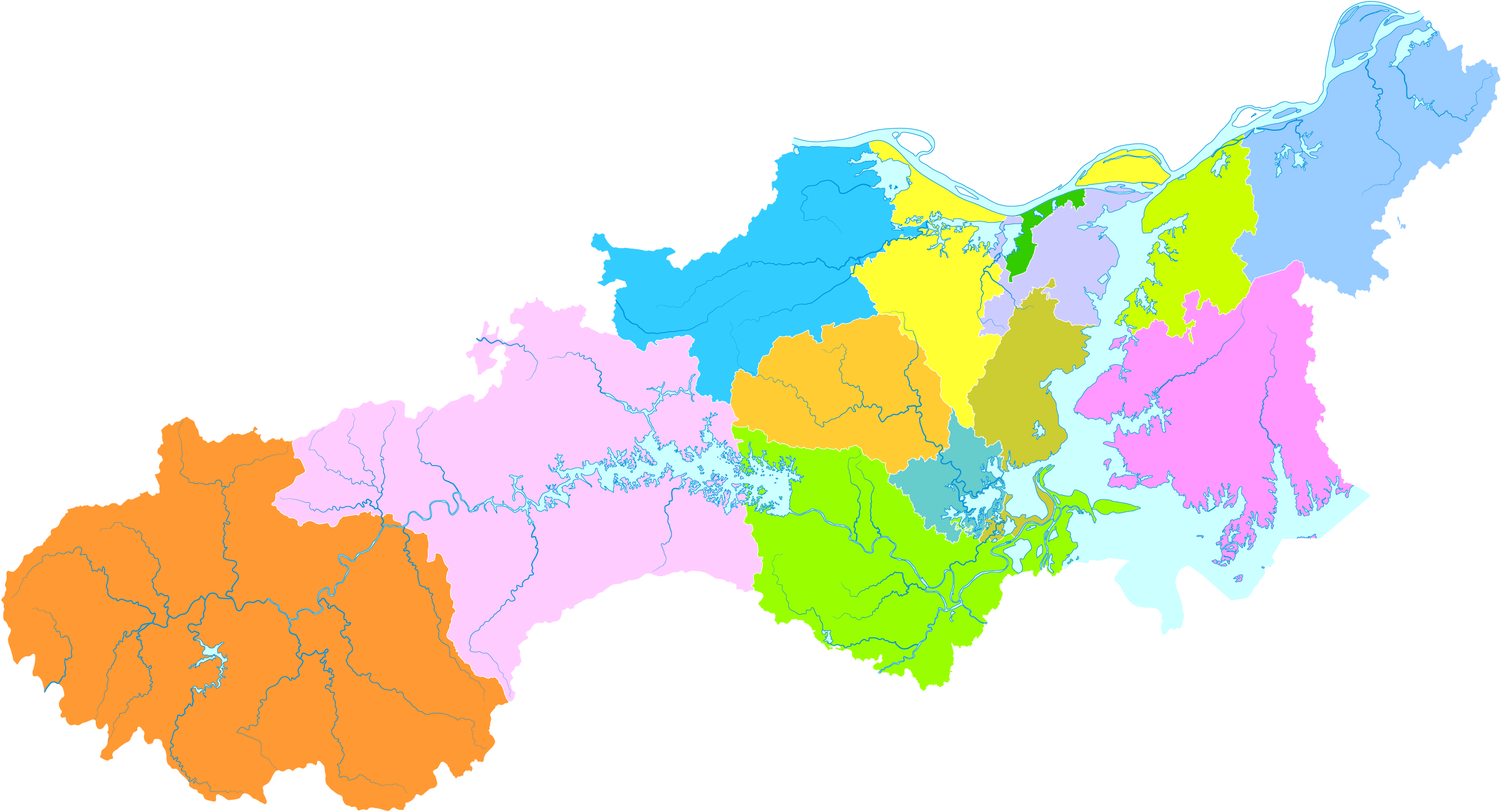
Administrative Unterteilungen der Stadt Jiujiang

Auf Kreisebene setzt sich Jiujiang aus drei Stadtbezirken, sieben Kreisen und drei kreisfreien Städten zusammen.  Diese sind (Stand: Zensus 2010).:
- Stadtbezirk Xunyang (浔阳区), 50 km², 402.758 Einwohner, Zentrum, Sitz der Stadtregierung;
- Stadtbezirk Lianxi (濂溪区), 548 km², 302.228 Einwohner;
- Stadtbezirk Chaisang (柴桑区), 917 km², 315.219 Einwohner;
- Kreis Wuning (武宁县), 3.504 km², 360.269 Einwohner, Hauptort: Großgemeinde Xinning (新宁镇);
- Kreis Xiushui (修水县), 4.502 km², 739.986 Einwohner, Hauptort: Großgemeinde Yining (义宁镇);
- Kreis Yongxiu (永修县), 2.035 km², 364.783 Einwohner, Hauptort: Großgemeinde Tubu (涂埠镇);
- Kreis De’an (德安县), 850 km², 154.332 Einwohner, Hauptort: Großgemeinde Puting (蒲亭镇);
- Kreis Duchang (都昌县), 2.227 km², 716.370 Einwohner, Hauptort: Großgemeinde Duchang (都昌镇);
- Kreis Hukou (湖口县), 674 km², 275.797 Einwohner, Hauptort: Großgemeinde Shuangzhong (双钟镇);
- Kreis Pengze (彭泽县), 1.534 km², 353.149 Einwohner, Hauptort: Großgemeinde Longcheng (龙城镇);
- Stadt Lushan (庐山市), 600 km², 205.854 Einwohner;
- Stadt Ruichang (瑞昌市), 1.419 km², 419.047 Einwohner;
- Stadt Gongqingcheng (共青城市), 300 km², 118.986 Einwohner.

## Geschichte
Nach dem Vertrag von Tianjin (1858) und dem Ende des Zweiten Opiumkriegs (1860) wurde die am Jangtse gelegene Stadt (damalige Transkription: Kewkiang) als Vertragshafen für ausländische Mächte geöffnet.

## Städtepartnerschaften
- Louisville, Vereinigte Staaten
- Kajaani, Finnland
- Koper, Slowenien

## Söhne und Töchter der Stadt
- John Duff (1895–1958), kanadischer Automobilrennfahrer
- Tao Yujia (* 1987), Sprinterin
- Li Jiangyan (* 1999), Hammerwerferin
- Margaret Mac Neil (* 2000), kanadische Schwimmerin
- Cheng Xing (* 2002), Badmintonspieler